# Кобьос-Лоос
Кобьо́с-Лоо́с (фр. Caubios-Loos) — коммуна во Франции, находится в регионе Аквитания. Департамент — Атлантические Пиренеи. Входит в состав кантона Тер-де-Люи и Кото-дю-Вик-Бий. Округ коммуны — По.
Код INSEE коммуны — 64183.

## География

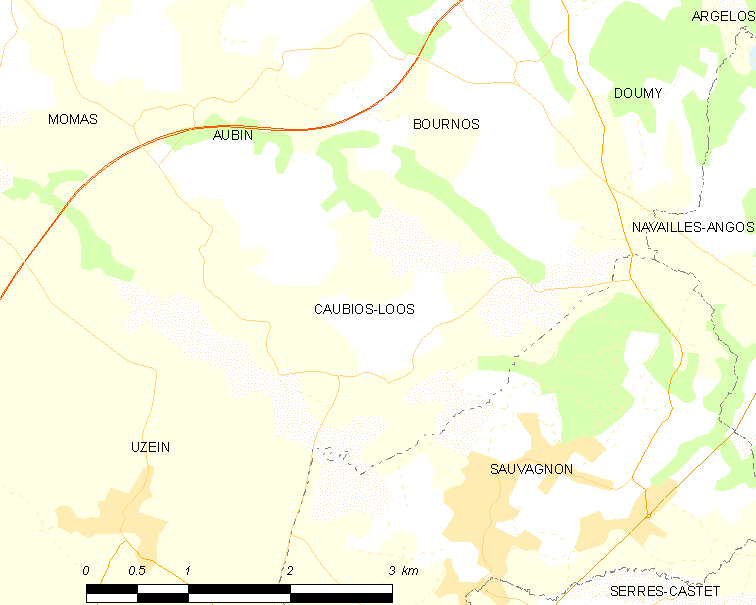
Карта коммуны

Коммуна расположена приблизительно в 640 км к югу от Парижа, в 160 км южнее Бордо, в 14 км к северу от По.

### Климат
Климат тёплый океанический. Зима мягкая, средняя температура января — от +5°С до +13°С, температуры ниже −10 °C бывают редко. Снег выпадает около 15 дней в году с ноября по апрель. Максимальная температура летом порядка 20-30 °C, выше 35 °C бывает очень редко. Количество осадков высокое, порядка 1100 мм в год. Характерна безветренная погода, сильные ветры очень редки.

## Население
Население коммуны на 2010 год составляло 491 человек.
| 1962 | 1968 | 1975 | 1982 | 1990 | 1999 | 2010 |
| ---- | ---- | ---- | ---- | ---- | ---- | ---- |
| 203  | 209  | 213  | 278  | 349  | 410  | 491  |

## Администрация
| Период | Период | Фамилия       | Партия | Примечания |
| ------ | ------ | ------------- | ------ | ---------- |
| 1995   | 2008   | Жерар Шикулаа |        |            |
| 2008   | 2020   | Бернар Лер    |        |            |

## Экономика
В 2010 году среди 327 человек трудоспособного возраста (15-64 лет) 234 были экономически активными, 93 — неактивными (показатель активности — 71,6 %, в 1999 году было 71,3 %). Из 234 активных жителей работали 220 человек (118 мужчин и 102 женщины), безработных было 14 (5 мужчин и 9 женщин). Среди 93 неактивных 36 человек были учениками или студентами, 43 — пенсионерами, 14 были неактивными по другим причинам.